# Lafoea benthophila
Lafoea benthophila är en nässeldjursart som beskrevs av James Cunningham Ritchie 1907. Lafoea benthophila ingår i släktet Lafoea och familjen Lafoeidae. Inga underarter finns listade i Catalogue of Life.